# Show de Bola
Show de Bola foi um programa esportivo, estilo mesa redonda, apresentado por Jorge Kajuru na Rede Bandeirantes entre abril e junho de 2004.

## Sinopse
Antes da estreia, a Bandeirantes resolveu lançar uma mesa redonda dominical para alcançar altos índices de audiência, assim como os programas da faixa das 22h de domingo, como Mesa Redonda da TV Gazeta e Terceiro Tempo da Rede Record. Para isso, a emissora resolveu esquecer este horário para o Show de Bola não concorrer com estes programas, e escolheu o horário das 19h para disputar com os programas infomerciais da TV Gazeta, o então estreante Domingo Espetacular da Rede Record, Domingo Legal do SBT, entre outros e escolheu Jorge Kajuru, que na época apresentava o Esporte Total. Os executivos da Band bateram o martelo e o Show de Bola entrou no ar em 25 de abril de 2004.
No programa de estreia, Kajuru recebeu o então apresentador do programa Cartão Verde da TV Cultura, Juca Kfouri, o técnico Emerson Leão, então no Santos e o dirigente Antônio Roque Citadini do Corinthians. No começo da atração, foi exibido imagens da entrevista do apresentador com o jogador Romário no quadro "Chutando o Balde", que foi exibido dois meses antes da estreia, no programa Esporte Total.
No programa do dia 9 de maio de  2004, foi exibido um trecho do programa Cartão Verde da TV Cultura, onde o técnico Mário Sérgio disse que Samuel Klein, fundador e dono das Casas Bahia, "é um parceirão" do São Caetano.
No dia 2 de junho de 2004, durante o programa Esporte Total 2º edição, Jorge Kajuru, que fez a cobertura do jogo Brasil x Argentina, pelas Eliminatórias da Copa do Mundo de 2006, fez críticas ao governador de Minas Gerais, Aécio Neves. Após os comerciais do 2º bloco, já não estava mais no ar.
No dia 9 de junho de 2004, a Rede Bandeirantes demitiu Jorge Kajuru por ter vários atritos com Aécio Neves, e em quatro semanas, o programa chegou a ter um rodízio de apresentadores, como Renata Cordeiro, Silvio Luiz e Luiz Ceará. 2 semanas depois, em 27 de junho de 2004, o programa foi retirado do ar.